# Tournoi féminin du Canada de rugby à sept
Ne doit pas être confondu avec Tournoi du Canada de rugby à sept.
Le Tournoi féminin du Canada de rugby à sept (en anglais : Canada Women's Sevens) est une compétition de rugby à sept, qui se déroule au Canada dans le cadre du World Rugby Women's Sevens Series.
Depuis son inauguration en 2015, il est organisé à Langford.

## Histoire
Dans le cadre de la saison 2014-2015 (en) des Women's Sevens World Series, deux nouvelles étapes sont dévoilées : celles du Canada et de l'Angleterre. Le tournoi du Canada est ainsi créé, et s'implante à Langford, dans la région métropolitaine de Victoria, plus exactement au stade Westhills,, considéré comme l'enceinte résidente du rugby canadien. Il est alors le premier tournoi officiel de rugby à sept en catégorie féminine organisé sur le sol canadien. Par ailleurs, ce tournoi est créé avant l'apparition de son homologue en catégorie masculine, bien que d'autres compétitions masculines aient déjà été organisés officiellement en amont, comme le championnat universitaire national de rugby à sept.
L'édition 2020 est reportée en raison de la pandémie de Covid-19, puis définitivement annulée. Le tournoi fait son retour en 2022.

## Identité visuelle

Évolution du logo
Logo entre les éditions 2015 et 2017.
Logo depuis l'édition 2018.

## Palmarès
| Date                | Stade                     | Cup              | Cup     | Cup              | Plate      | Bowl      |
| Date                | Stade                     | Vainqueur        | Score   | Finaliste        | Vainqueur  | Vainqueur |
| ------------------- | ------------------------- | ---------------- | ------- | ---------------- | ---------- | --------- |
| 18 au 19 avril 2015 | Stade Westhills, Langford | Nouvelle-Zélande | 29 - 10 | Russie           | États-Unis | Espagne   |
| 16 au 17 avril 2016 | Stade Westhills, Langford | Angleterre       | 31 - 14 | Nouvelle-Zélande | Canada     | Fidji     |

| Date                     | Stade                     | Cup                                          | Cup                                          | Cup                                          | Challenge Trophy                             |
| Date                     | Stade                     | Vainqueur                                    | Score                                        | Finaliste                                    | Vainqueur                                    |
| ------------------------ | ------------------------- | -------------------------------------------- | -------------------------------------------- | -------------------------------------------- | -------------------------------------------- |
| 27 au 28 mai 2017        | Stade Westhills, Langford | Nouvelle-Zélande                             | 17 - 7                                       | Canada                                       | Fidji                                        |
| 12 au 13 mai 2018        | Stade Westhills, Langford | Nouvelle-Zélande                             | 46 - 0                                       | Australie                                    | Japon                                        |
| 11 au 12 mai 2019        | Stade Westhills, Langford | Nouvelle-Zélande                             | 21 - 17                                      | Australie                                    | Fidji                                        |
| 2 au 3 mai 2020          | Stade Westhills, Langford | annulée en raison de la pandémie de Covid-19 | annulée en raison de la pandémie de Covid-19 | annulée en raison de la pandémie de Covid-19 | annulée en raison de la pandémie de Covid-19 |
| 30 avril au 1er mai 2022 | Stade Starlight, Langford | Australie                                    | 21 - 17                                      | Nouvelle-Zélande                             | Irlande                                      |
| 3 au 5 mars 2023         | BC Place, Vancouver       | Nouvelle-Zélande                             | 19 - 12                                      | Australie                                    | États-Unis                                   |

## Stades
Durant son histoire, le tournoi du Canada a été organisé dans un seul stade.

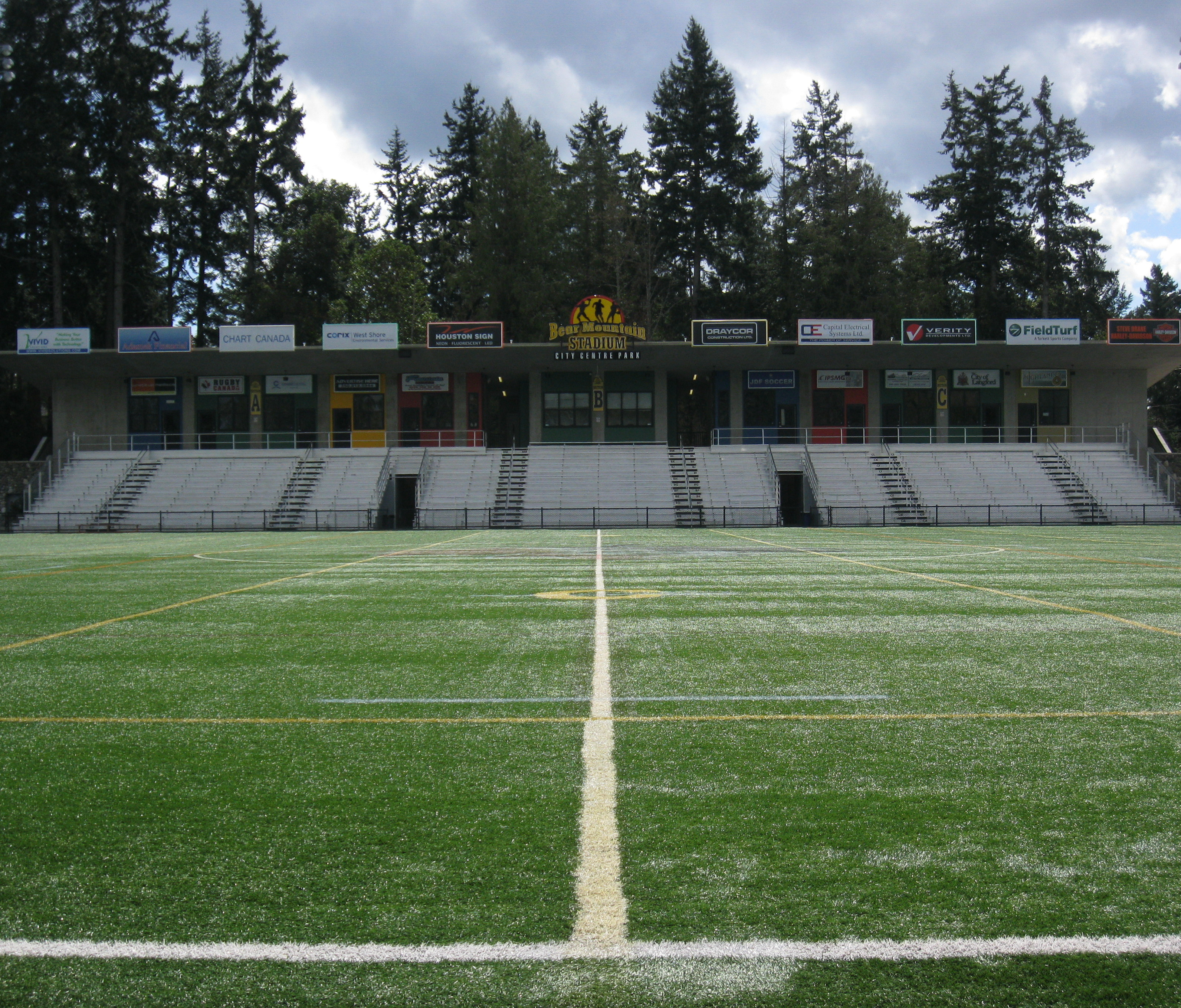
De 2015 à 2022 : Stade Starlight de Langford.
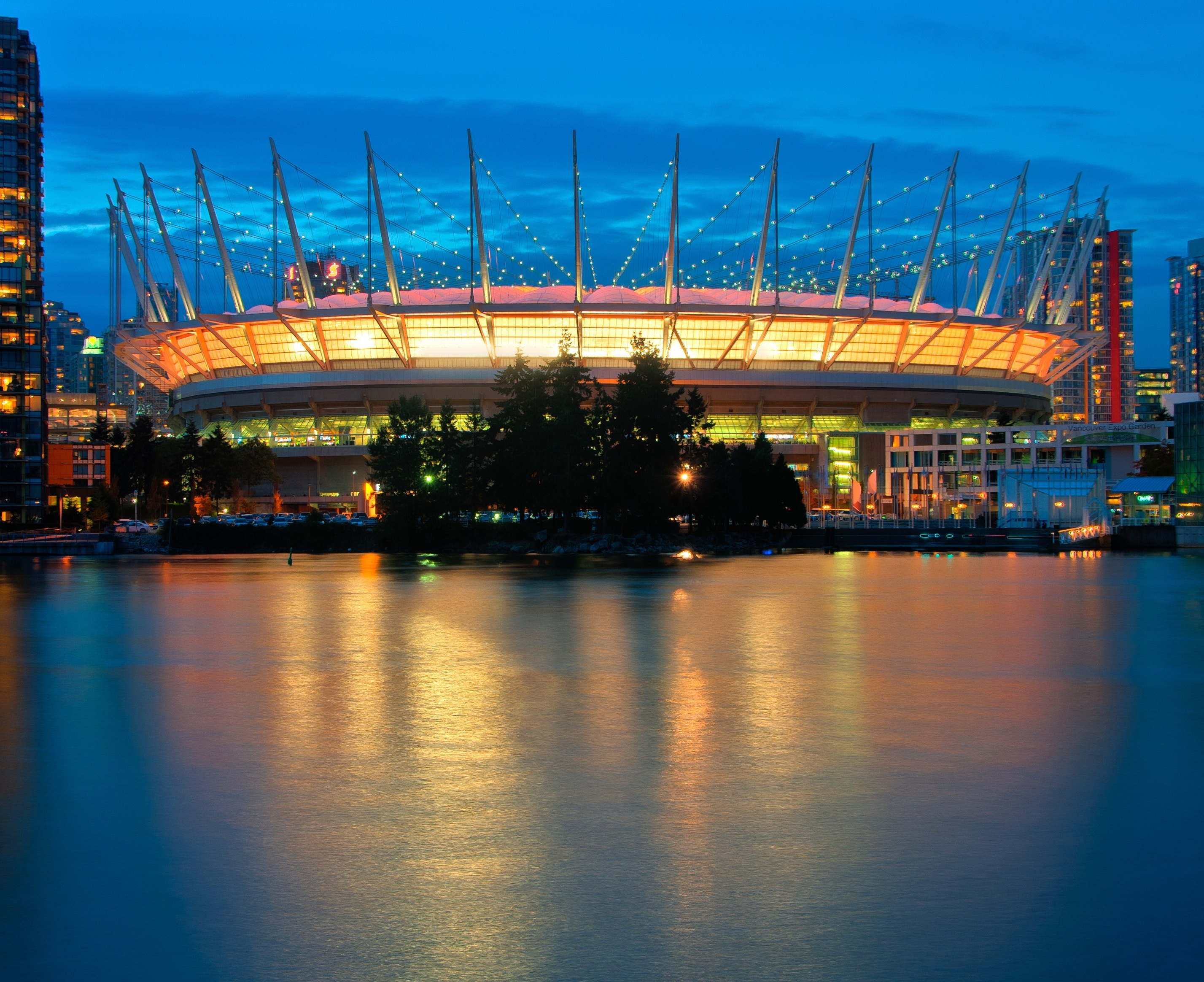
Depuis 2023 : Stade Starlight de Langford.